# Wallsbüll
Wallsbüll (dänisch: Valsbøl) ist eine Gemeinde im Kreis Schleswig-Flensburg in Schleswig-Holstein.

## Geographie

### Geographische Lage und Gemeindegliederung
Das Gemeindegebiet von Wallsbüll erstreckt sich im Naturraum Schleswiger Vorgeest. westlich von Flensburg am Bachlauf der Wallsbek.
Die Gemeinde besteht siedlungsgeographisch einzig aus dem Kirchdorf gleichen Namens.

### Nachbargemeinden
Direkt angrenzende Gemeindegebiete von Wallsbüll sind:
| Medelby    | Osterby                                     |           |
| Holt       | Kompassrose, die auf Nachbargemeinden zeigt | Handewitt |
| Schafflund | Meyn                                        |           |

## Geschichte
Die Kirche St. Christophorus wurde im 12. Jahrhundert als frühromanische Feldsteinkirche errichtet. In der Kirche befinden sich mehrere mittelalterliche Eichenholzfiguren, unter anderem eine des Heiligen Christophorus, dessen Namen sie 1998 erhielt.
Der Ort wurde bei mehreren Wettbewerben Unser Dorf soll schöner werden - Unser Dorf hat Zukunft ausgezeichnet. Unter anderem wurde er 2003 Sieger im Kreiswettbewerb und dritter im Landeswettbewerb.

## Politik

### Gemeindevertretung
Bei der Kommunalwahl am 14. Mai 2023 wurden insgesamt elf Sitze vergeben. Die Freie Wählergemeinschaft Wallsbüll erhielt acht Sitze und der SSW drei Sitze.

### Bürgermeister
Bürgermeister Werner Asmus beendete nach 32 Jahren als Bürgermeister von Wallsbüll seine Tätigkeit.

### Wappen
Blasonierung: „In Silber ein schräglinker blauer Wellenbalken, begleitet oben von einem grünen Eichenzweig mit zwei Eicheln, unten von einem schwarzen, räderlosen Pflug.“

## Kultur und Sehenswürdigkeiten
In der Liste der Kulturdenkmale in Wallsbüll stehen die in der Denkmalliste des Landes Schleswig-Holstein eingetragenen Kulturdenkmale. Das Kulturdenkmal der Gemeinde ist im Wesentlichen die Kirche mit ihrem Kirchhof.
Wallsbüll war der Namensgeber des in der Umgebung (unter anderem in Osterby und Meynfeld) veranstalteten nördlichsten Rockfestivals Deutschlands, des zweitägigen Wallsbüll Open Airs. Das 2013 in kleiner Auflage wiederbelebte Festival (mit 2000 Gästen) fand bereits in der Zeit von 1980 bis 2001 statt, in der zu seiner Blütezeit bis zu 25.000 Besucher anreisten und Bands oder Musiker wie Guano Apes, Nena, Achim Reichel und Status Quo auftraten.
Der Valsgaard e. V. errichtet seit 2009 eine wikingerzeitliche Hofanlage in Wallsbüll. Dort fanden im September 2017 die Dreharbeiten für Roel Reinés Film Redbad statt.

## Wirtschaft
Während der Ortsrand landwirtschaftlich geprägt ist, überwiegen im Ortskern Wohnnutzung, Gewerbe und Dienstleistungen. Auch der Fremdenverkehr ist eine wichtige Einnahmequelle.

## Verkehr

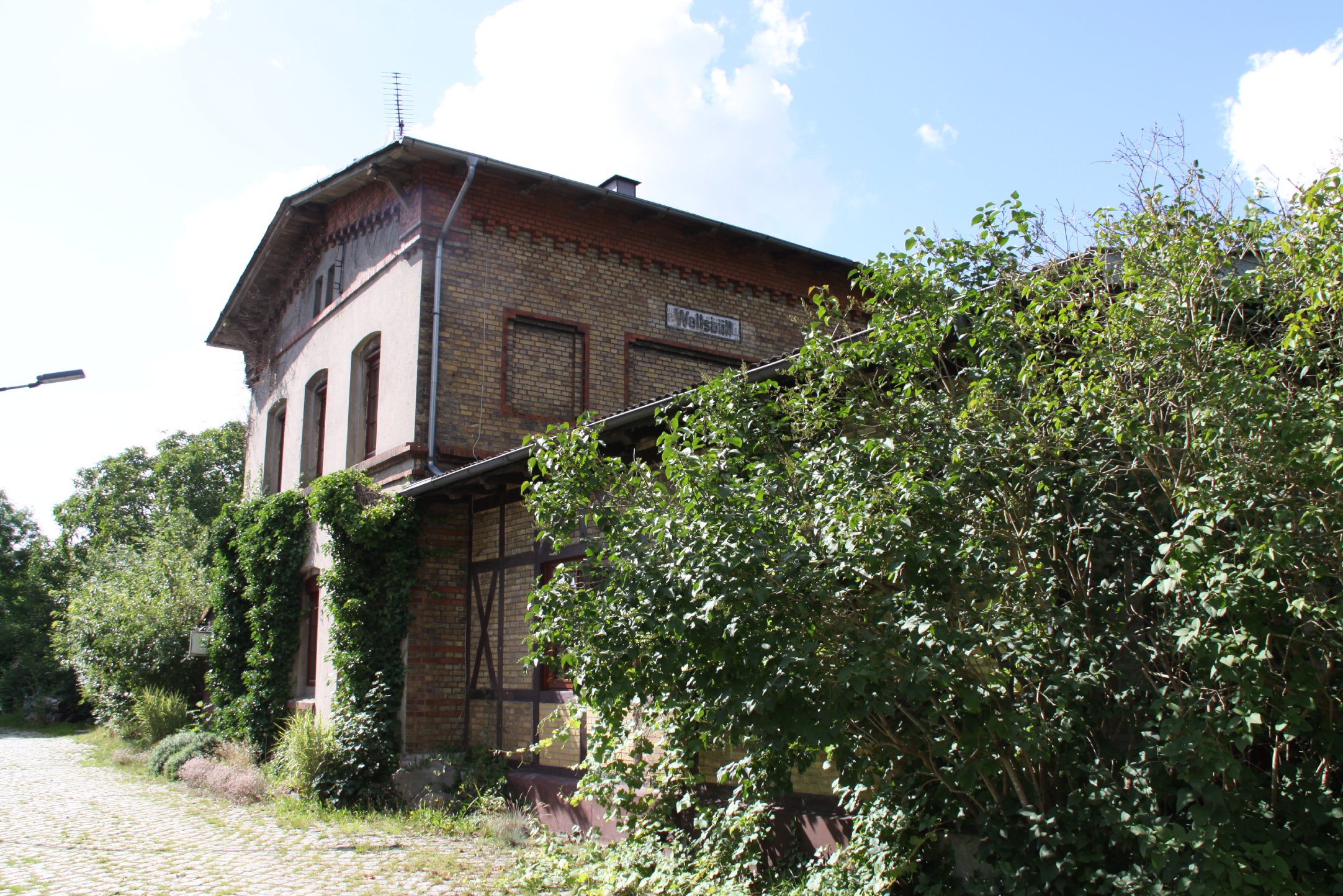
Bahnhof Wallsbüll Rückseite

Der Bahnhof Wallsbüll liegt an der Bahnstrecke Flensburg-Weiche–Lindholm. Der planmäßige Personenverkehr wurde am 31. Mai 1981 eingestellt. Zum 27. Mai 1990 wurde die Strecke dauerhaft gesperrt, mit Ausnahmegenehmigung konnten weiterhin Züge, etwa touristische Züge der Angeln-Bahn und der Kleinbahn Niebüll–Dagebüll, verkehren. Der Güterverkehr auf dem westlichen Teil bis Wallsbüll wurde am 31. Dezember 1990, auf dem östlichen Restabschnitt am 6. Juli 1999 eingestellt. Zwischen Leck und Unaften wurde nach der Stilllegung ein Freizeitbetrieb mit Draisinen eröffnet.
In Wallsbüll zweigen die schleswig-holsteinischen Landesstraßen 1 (in nördlicher Richtung) und 14 (in südlicher Richtung) von der Bundesstraße 199 ab. Die L 1 führt nach Süderlügum, die Landesstraße 14 zur Bundesstraße 200 in Kragstedt.

## Persönlichkeiten
- Lorenz Magaard (1934–2020), deutsch-amerikanischer Mathematiker und Ozeanograph